# Rupia de Sri Lanka
La rupia (en cingalés: රුපියල, y en tamil: ரூபாய்) es la moneda de curso legal de Sri Lanka. Se divide en 100 céntimos, y su código ISO 4217 es LKR. La institución encargada de emitir la rupia es el Banco Central de Sri Lanka. Su abreviatura es Rs. o ₨, aunque también puede encontrarse la abreviatura SLRs.

## Historia
En 1825, Ceilán adoptó la libra esterlina para sustituir al rixdólar cingalés con una tasa de cambio de 1 GBP = 13⅓ rixdólares. En 1827 el Tesoro emitió billetes denominados en libras, para sustituir los primeros billetes denominados en rixdólares. En junio de 1831 los billetes del rixdólar que no se hubieran cambiado a libras quedaron desmonetizados.
El 26 de septiembre de 1836, Ceilán basó su moneda en la rupia india. Los billetes denominados en libras siguieron circulando hasta 1836 junto a la rupia. La unidad monetaria seguía siendo la libra, por lo que las cantidades eran denominadas en libras, chelines y peniques. Sin embargo, los pagos se realizaban en rupias y annas basándose en un redondeo no oficial de 2 chelines por rupia.
En 1844 el Banco de Ceilán fue la primera institución privada en emitir billetes en la isla. Posteriormente en 1856 los billetes del Tesoro fueron retirados de la circulación. El 18 de junio de 1869 la rupia india se estableció formalmente como la moneda de curso legal. El 23 de agosto de 1871, la rupia se decimalizó. De esta forma, la rupia dividida en 100 céntimos se hizo efectiva el 1 de enero de 1872, sustituyendo la moneda británica con una tasa de cambio de 1 rupia = 2 chelines con 3 peniques.

## Monedas
En 1872 se introdujeron las primeras monedas acuñadas en cobre y fechadas en 1870 en denominaciones de ¼, ½, 1 y 5 céntimos, seguidas de las denominaciones de 10, 25y 50 céntimos de plata. En 1904 la producción de monedas de ¼ céntimo cesó, y en 1909 la moneda de 5 céntimos se acuñó en cuproníquel y su tamaño se vio reducido. En 1919, la cantidad de plata empleada se redujo de 800 a 550 milésimas.
Entre 1940 y 1944 se llevó a cabo una reforma completa del sistema monetario. La fabricación de monedas de ½ céntimo cesó, y se introdujeron denominaciones de 1 céntimo de bronce en 1942. El latón sustituyó al níquel en las monedas de 5 céntimos el mismo año y se sustituyó la plata de las monedas de 25 y 50 céntimos en 1943.
En 1963 se introdujo una nueva serie de monedas en la que se eliminaron los retratos de los monarcas británicos. Las monedas acuñadas fueron de 1 y 2 céntimos de aluminio, 5 y 10 céntimos de latón, y 25, 50 céntimos y 1 rupia de cuproníquel. En 1978, el aluminio sustituyó al cuproníquel de las monedas de 5 y 10 céntimos. Además, en 1984 se añadieron las monedas de 2 rupias de bronce-aluminio y 5 rupias.
Desde 1963 todos los reversos llevan el escudo de armas de Sri Lanka, y las denominaciones están escritas en cingalés, tamil e inglés. El 14 de diciembre de 2005, el Banco de Sri Lanka emitió una nueva serie de monedas en denominaciones de 25 y 50 céntimos acuñadas en cobre con núcleo de acero, 1 y 5 rupuias de latón con núcleo de acero y 2 rupias de níquel con núcleo de acero. En 2009 fueron agregadas al cono monetario monedas con la denominación de 10 rupias, compuestas de acero revestido en níquel. Las antiguas monedas y denominaciones más bajas no son muy usuales, aunque siguen siendo de curso legal.
| Denominación | Emisión | Metal    | Canto | Diámetro (mm) | Peso (g) | Grosor (mm) | Anverso         | Reverso                                   |
| ------------ | ------- | -------- | ----- | ------------- | -------- | ----------- | --------------- | ----------------------------------------- |
| 25 Céntimos  | 2005-   | Cu+Zn    |       | 16,00         | 1,68     | 1,20        | Escudo de armas | 25 - TWENTY FIVE CENTS - año de acuñación |
| 50 Céntimos  | 2005    | Cu+Zn    |       | 18,00         | 2,50     | 1,40        | Escudo de armas | 50 - FIFTY CENTS - año de acuñación       |
| 1 Rupia      | 2005    | Cu+Ni+Zn |       | 20,00         | 3,65     | 1,70        | Escudo de armas | ONE RUPEE - año de acuñación              |
| 2 Rupias     | 2005    | Cu+Ni    |       | 28,50         | 7,00     | 1,50        | Escudo de armas | 2 TWO RUPEES - año de acuñación           |
| 5 Rupias     | 2005    | Cu+Ni+Zn |       | 23,50         | 7,70     | 2,70        | Escudo de armas | 5 FIVE RUPEES - año de acuñación          |
| 10 Rupias    | 2009    | Cu+Ni    |       | 26,40         | 8,36     | 2,10        | Escudo de armas | 10 TWO RUPEES - año de acuñación          |

## Billetes
En 1895, el gobierno de Ceilán introdujo por primera vez billetes de 5 rupias, a las que siguieron denominaciones de 10 rupias un año más tarde, 1.000 rupias en 1899, 50 rupias en 1914, 1 y 2 rupias en 1917, y 100 y 500 rupias en 1926. En 1942 se introdujeron emisiones de emergencia de 5, 10, 25 y 50 céntimos que duraron hasta 1949.
En 1951, el Banco Central de Ceilán asumió las competencias de emisión de dinero, e introdujo billetes de 1 y 10 rupias, seguidas en 1952 por billetes de 2, 5, 50 y 100 rupias. Los billetes de 1 rupia fueron sustituidos por monedas en 1963.
Desde 1977, los billetes los emite el Banco Central de Sri Lanka. En 1979 se introdujeron billetes de 20 rupias, seguidos de las denominaciones de 500 y 1.000 rupias en 1981, 200 rupias en 1998 y 2.000 rupias en 2006. Todos los billetes cingaleses están impresos de forma vertical.
| Denominación | Color predominante | Descripción del anverso                                                                                             | Descripción del reverso                                                                                 |
| ------------ | ------------------ | --- | --- |
| 10 Rupias    | Verde              | Templo del Diente de Buda - 10 - Ten Rupees - Central Bank of Sri Lanka                                             | Estupa - 10 - Ten Rupees - Central Bank of Sri Lanka                                                    |
| 20 Rupias    | Violeta            | Piedra lunar (Sandakada pahana) del templo de Polonnaruwa Vatadage - 20 - Twenty Rupees - Central Bank of Sri Lanka | Estupa - 20 - Twentyn Rupees - Central Bank of Sri Lanka                                                |
| 50 Rupias    | Azul               | Templo Raja Maha Vihare - 50 - Fifty Rupees - Central Bank of Sri Lanka                                             | Ruinas - 50 - Fifty Rupees - Central Bank of Sri Lanka                                                  |
| 100 Rupias   | Naranja            | Vasija - 100 - One Hundred Rupees - Central Bank of Sri Lanka                                                       | Recolectoras de té - Loros - 100 - One Hundred Rupees - Central Bank of Sri Lanka                       |
| 500 Rupias   | Salmón/Rosa        | Tamborileros - 500 - Five Hundred Rupees - Central Bank of Sri Lanka                                                | Orquídeas - 500 - Five Hundred Rupees - Central Bank of Sri Lanka                                       |
| 1.000 Rupias | Verde/Azul         | Elefante - 1000 - One Thousand Rupees - Central Bank of Sri Lanka                                                   | Pavo real - Templo del Diente de Buda - 1000 - One Thousand Rupees - Central Bank of Sri Lanka          |
| 2.000 Rupias | Rojo/Marrón        | Sigiriya - 2000 - Two Thousand Rupees - Central Bank of Sri Lanka                                                   | Fresco de Sigiriya - Templo del Diente de Buda - 2000 - Two Thousand Rupees - Central Bank of Sri Lanka |